# 圣乔治德利瓦
圣乔治德利瓦（法語：Saint-Georges-de-Livoye，法語發音：[sɛ̃ ʒɔʁʒ də livwa]）是法国芒什省的一个市镇，属于阿夫朗什区。

## 地理
圣乔治德利瓦（48°44'12"N, 1°12'59"W）面积5.53 平方千米，位于法国诺曼底大区芒什省，该省份为法国西北部沿海省份，西、北、东北三面环大西洋，东起顺时针与卡爾瓦多斯省、奧恩省、马耶讷省和伊勒-维莱讷省接壤。
与圣乔治德利瓦接壤的市镇（或旧市镇、城区）包括：拉谢斯博杜安、布雷塞、利瓦圣母村、韦尔尼、塞河畔蒂尔皮耶。

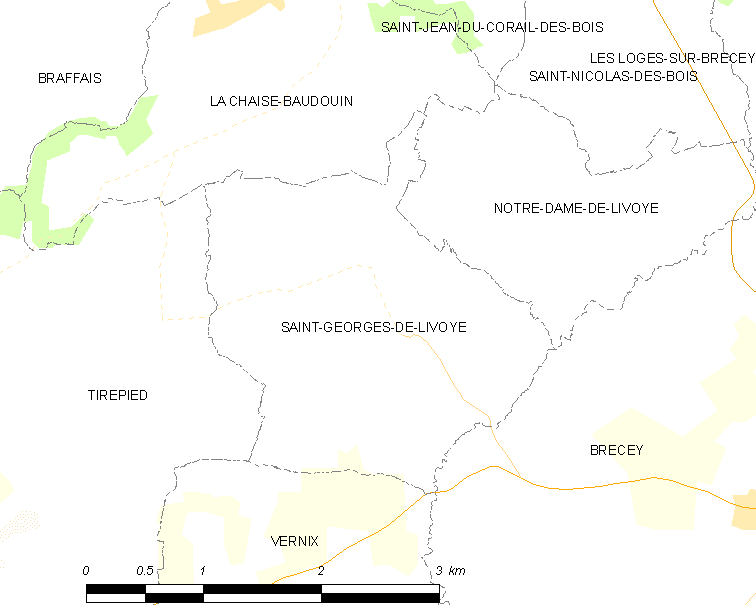
圣乔治德利瓦的OSM定位图

圣乔治德利瓦的时区为UTC+01:00、UTC+02:00（夏令时）。

## 行政
圣乔治德利瓦的邮政编码为50370，INSEE市镇编码为50472。

## 政治
圣乔治德利瓦所属的省级选区为伊西尼-勒比阿县。

## 人口

1962-2008年间圣乔治德利瓦人口变化图示

圣乔治德利瓦于2022年1月1日时的人口数量为205人。